# Macael (kommunhuvudort)
Macael är en kommunhuvudort i Spanien.   Den ligger i provinsen Provincia de Almería och regionen Andalusien, i den södra delen av landet, 400 km söder om huvudstaden Madrid. Macael ligger 589 meter över havet och antalet invånare är 6 090.
Terrängen runt Macael är lite bergig. Runt Macael är det glesbefolkat, med 10 invånare per kvadratkilometer. Närmaste större samhälle är Albox, 14,7 km öster om Macael. Omgivningarna runt Macael är i huvudsak ett öppet busklandskap.